# Irma Dragičević

Irma Dragičević (Varaždin, 1995.) hrvatska je akademska glazbenica, sopranistica i crossover pjevačica. 
Kod Zdenke Knapić u Varaždinu započela je pjevati kao polaznica radionice „Mali slavuj" u DND-u. U Glazbenoj školi Varaždin stekla je osnovno i srednjoškolsko obrazovanje, gdje je maturirala violončelo u klasi Darija Milkovića i pjevanje u klasi Blanke Tkalčić. Godine 2020. završila je pjevanje na Muzičkoj akademiji u Zagrebu u klasi operne dive Lidije Horvat Dunjko. Postavši izvođačica za glazbeni teatar i film, završila je Broadway akademiju 2017. godine. Kod opernih pjevača Tomislava Mužeka i Lidije Horvat Dunjko usavršavala se na brojnim seminarima.
Debitirala je 2017. godine u HNK-u Zagreb s ulogom Chocolke u operi „Lukava mala lisica” Leoša Janačeka. Godine 2018. nastupila je u glavnoj ulozi mjuzikla „Prošlih 5 godina” u HNK Varaždin, za koju je nominirana za Nagradu hrvatskog glumišta u kategoriji za izuzetno ostvarenje mladih umjetnika do 30 godina. Karijeru nastavlja u kazalištu Komedija u mjuziklu „Alphonsine,” a potom u varaždinskoj Areni u mjuziklu „Les Miserables” u ulozi Fantine.
U srpnju 2019. debitira u Operi b.b. u  Straussovom „Šišmišu” u ulozi Adele, nakon čega nastupa u dramskoj predstavi „Horor diptih” (Pad kuće Usher/William Wilson) prema E. A. Poeu. Na Osorskim glazbenim večerima izvela je ulogu „Mačke” u praizvedbi komorne opere „U traganju za plavom pticom” skladateljice Olje Jelaske.
U listopadu 2019. debitirala je u beogradskom kazalištu Madlenianum u opereti J. Offenbacha „Pariški život” u ulozi Pauline. Nastupila je i u opereti E. Kalmana „Grofica Marica” u ulozi Lize (koprodukcija Opere bb i HNK Varaždin) te u mjuziklu „Posljednjih pet godina” J. R. Browna u ulozi Cathy u beogradskom Madlenianumu.
U lipnju 2022. debitirala je kao vodeća solistica u crossover spektaklu „Pop Misa Mediterana” skladatelja Tončija Huljića i Hane Huljić Grašo. Izvodi glavnu ulogu Kosjenke u operi „Regoč” za djecu i mlade te s ansamblom priprema operu Branimira Mihaljevića „Fatimsko proročanstvo”.
Godine 2023. objavila je prvu autorsku pjesmu „Bivši budući”, a 2025. natjecat će se na Dori s pjesmom „Enigma” autora Anande Đuranović, Andreasa Bjorkmana i Jana Magdevskog.
Dobitnica je Rektorove nagrade (2017.), Dekanove nagrade (2018./2019.) i Županove nagrade (2019.) za postignute izvrsne rezultate u pjevanju. Na Državnom natjecanju učenika i studenata glazbe i plesa u Zagrebu osvojila je prvu nagradu na županijskom i drugu nagradu na državnoj razini. Na Lions Grand Prixu osvojila je koncert sa Zagrebačkim ansamblom flauta, a na Međunarodnom natjecanju Iuventus Canti u Slovačkoj 2018. dobila je posebnu nagradu za dramaturgiju.
Iza sebe ima brojne solističke nastupe na događanjima poput: Božića u Ciboni, Špancirfesta, Muzičkog biennala Zagreb, Svečanog bala Varaždinske županije, festivala Varaždinu s ljubavlju, Osorskih glazbenih večeri, festivala Dani Milka Kelemena, te tradicionalno održava Gershwinove i Musical večeri.